# One Million
"One Million", conhecido também por "1.000.000", é uma canção da artista romena Alexandra Stan, com participação nos vocais, do rapper Carlprit, no álbum Saxobeats (2011).

## Lista de faixas
- EP digital lançado no Reino Unido

1. "One Million" – 3:20

- CD single lançado no Reino Unido

1. "One Million" (feat. Carlprit UK Edit) – 2:28
2. "One Million" (Maan Studio Remix) – 4:30
3. "One Million" (Rico Bernasconi Remix) – 5:30
4. "One Million" (Westfunk & DS Radio Edit) – 2:37
5. "One Million" (Westfunk & DS Club Mix) – 4:26
6. "One Million" (Westfunk & DS Instrumental)

## Paradas e posições
| País/Parada (2011–2012)    | Melhor posição |
| -------------------------- | -------------- |
| Israel (Media Forest)      | 10             |
| Itália (FIMI)              | 37             |
| Roménia (Romanian Top 100) | 13             |

## Histórico de lançamento
| País    | Data                  | Formato          | Gravadora  |
| ------- | --------------------- | ---------------- | ---------- |
| Roménia | 6 de dezembro de 2011 | Download digital | MAAN Music |